# Kasigluk
Kasigluk (Kassigluq en Yupik) est une census-designated place d'Alaska aux États-Unis dans la Région de recensement de Bethel dont la population était de 569 habitants en 2010.

## Situation - climat
Elle est située à 134 km de Chefornak et à 42 km au nord-ouest de Bethel, sur la rivière Johnson.
Les températures relevées vont de 17 °C à 6 °C en été et de −7 °C à −19 °C en hiver.

## Histoire
C'est un village Eskimo qui a été considéré en 1939 comme un village de la Toundra, il y avait alors 66 habitants. La poste a ouvert en 1962.
Il fait partie des premiers villages d'Alaska à utiliser l'énergie éolienne pour ses besoins en énergie électrique tant pour des raisons écologiques qu'à cause des coûts élevés du transport d'autres types de formes d'énergie .

## Économie
Les activités du village se partagent entre la pêche, le commerce, et les postes administratifs : école et conseil tribal. Les habitants pratiquent aussi une économie de subsistance.

## Démographie
| 1940 | 1950 | 1960 | 1990 | 2000 | 2010 |
| ---- | ---- | ---- | ---- | ---- | ---- |
| 66   | 111  | 244  | 425  | 543  | 569  |

## Sources
- (en) CIS

- (en) Cet article est partiellement ou en totalité issu de l’article de Wikipédia en anglais intitulé « Kasigluk, Alaska » (voir la liste des auteurs).